# Questo mondo non mi renderà cattivo
Questo mondo non mi renderà cattivo è una serie animata italiana del 2023 scritta e diretta da Zerocalcare per la piattaforma di streaming Netflix. È la seconda serie animata diretta da Zerocalcare e distribuita sulla piattaforma Netflix dopo Strappare lungo i bordi.

## Trama
La storia ruota attorno all'apertura di un centro accoglienza in un quartiere di Roma Est, fatto che crea forti tensioni tra neonazisti e antifascisti, tra i quali anche Zero.
Nel frattempo, un vecchio amico torna nel quartiere dopo diversi anni di assenza e fatica a riconoscere il mondo in cui è cresciuto. Zero vorrebbe fare qualcosa per lui, ma si rende conto di non essere in grado di aiutarlo a sentirsi di nuovo a casa.

## Episodi
| Nº | Titolo                                    | Pubblicazione | Descrizione |
| -- | ----------------------------------------- | ------------- | --- |
| 1  | Quel che è di Cesare                      | 9 giugno 2023 | Alla stazione di polizia, Zero pensa ai manifesti di minaccia affissi nel suo quartiere. Più tardi, nervoso per un appuntamento, incontra un vecchio amico.                                |
| 2  | Come una balena spiaggiata                | 9 giugno 2023 | I ragazzi cercano di capire chi sta dando le dritte ai nazisti in quartiere. Poi, arriva il momento in cui a Zero viene chiesto di aiutare Cesare ad ambientarsi.                          |
| 3  | Il faro                                   | 9 giugno 2023 | La ricerca del mostro per parlare di periferie, un classico dei media. E stavolta tocca a Cesare. Poi Secco, che vuole risolvere tutto a bomboni, e un faro della vita di Zero che crolla. |
| 4  | Chi denuncia per primo è infame due volte | 9 giugno 2023 | Zero ricorda il momento in cui la sua amicizia con Cesare si è incrinata. Divisa tra i suoi ideali e il lavoro dei suoi sogni, Sarah deve affrontare l'ira dei suoi amici.                 |
| 5  | Quattro miliardi di anni luce             | 9 giugno 2023 | Con il sindaco che li aspetta e la violenza che si scatena, Zero vuole andarsene. Ma quando Secco racconta la sua infanzia difficile, opta per la giustizia.                               |
| 6  | Non c'è un posto per te                   | 9 giugno 2023 | Entrambe le parti sono in una situazione di stallo. Mentre il tempo di Cesare sotto i riflettori si avvicina, scoppia una rivolta, e, al centro della mischia, Zero ha un'epifania.        |

## Personaggi e doppiatori
- Zerocalcare, doppiato da sé stesso.[1]
- Armadillo, doppiato da Valerio Mastandrea.
- Secco, doppiato da Zerocalcare nel racconto del passato e da Paolo Vivio nel presente.
- Sarah, doppiata da Zerocalcare nel racconto del passato e da Chiara Gioncardi nel presente.
- Cesare, doppiato da Zerocalcare.
- Mamma Lady-Cocca, doppiata da Zerocalcare.
- Amica Pterodattilo, doppiata da Zerocalcare nel racconto del passato e da Ughetta d'Onorascenzo nel presente.
- Detective della Digos, doppiato da Silvio Orlando.
- Agente Tonelli, doppiato da Gianluca Cortesi.
- Agente Falvetta, doppiato da Gianluca Crisafi.
- Agente De Niro, doppiato da Michele Foschini.
- Amira, doppiata da Zerocalcare nel racconto del passato e da Sara Labidi nel presente.
- Cinghiale, doppiato da Zerocalcare.
- Amica Teiera, doppiata da Zerocalcare.
- Maddalena, doppiata da Zerocalcare.
- Greta Boffelli, doppiata da Zerocalcare.
- Mauro Coccodrello, doppiato da Zerocalcare.
- Ludovico, doppiato da Zerocalcare.
- Nazi, doppiato da Zerocalcare nel racconto del passato e da Stefano Thermes nel presente.
- Avvocato, doppiata da Graziella Polesinanti.

## Colonna sonora
La colonna sonora originale è composta da Giancane ed è raccolta nell'album Sei in un Paese meraviglioso. Fanno da sfondo musicale anche altri brani scelti da Zerocalcare, appartenenti a The Clash, Counting Crows, The Cure, California Calling, Moderat, Oasis, Luca Trucillo, Chumbawamba, Bruce Maginnis, Stiff Little Fingers, Hanson, Neja, The Connells, Bull Brigade e Fabio Valente, Cigarettes After Sex, Lou Reed, 883, El Santo, Biagio Antonacci, Path, Angelic Upstarts, Ricchi e Poveri, Videoclub, The Strumbellas.

## Produzione
Prodotta da Movimenti Production, in collaborazione con Bao Publishing, la serie è stata annunciata il 6 maggio 2022 e segna la seconda collaborazione del fumettista con Netflix dopo Strappare lungo i bordi. Il 17 novembre dello stesso anno sono stati resi noti il titolo della serie e la data di uscita,
mentre il primo trailer è stato pubblicato durante una serata del Festival di Sanremo 2023. Il 21 maggio 2023 viene presentato il teaser trailer ufficiale, nel quale figurano i personaggi già visti nella serie precedente con l'aggiunta di uno nuovo, Cesare. 

## Promozione
Il primo teaser promo della serie animata è stato trasmesso il 9 febbraio 2023 su Rai 1 durante la terza puntata del settantatreesimo Festival di Sanremo.. Il primo trailer è stato pubblicato il 5 aprile 2023, pochi minuti dopo l'annuncio della data di uscita e delle prime immagini trasmesse in un servizio in esclusiva al TG1 delle ore 20. Il trailer finale è stato diffuso online il 21 maggio seguente.

## Distribuzione
I sei episodi della serie sono usciti su Netflix il 9 giugno 2023.

## Accoglienza
Questo mondo non mi renderà cattivo è stata accolta positivamente dalla critica. Antonio Cuomo di Movieplayer assegna alla serie 4 stelle su 5, elogiando in particolar modo l'animazione, il doppiaggio e la storia; mentre Emanuele Manta di Coming Soon dà 4,5 stelle su 5.

## Riconoscimenti
- Nastri d'argento - Grandi Serie
  - 2025 – Candidatura alla miglior serie TV - Commedia[16]

## Altri media
Il 5 maggio 2023, Bao Publishing ha annunciato Zerocalcare Animation Art Book, l'artbook ufficiale della serie.